# Coll Airport

i7
i11
i13
Der Coll Airport (schottisch-gälisch Port-adhair Cholla, IATA-Code: COL, ICAO-Code: EGEL) befindet sich auf der Hebrideninsel Coll in der Council Area Argyll and Bute vor der Westküste Schottlands. Betreiber und Besitzer ist das Argyll and Bute Council. Highland Airways, die ursprünglich die Route nach Oban betrieben haben, ging in Konkurs im Jahr 2010, aber es fand sich ein neuer Betreiber, Hebridean Air Services betreibt nun die Strecke unter einer PSO (Public service obligation; deut.: Gemeinwirtschaftliche Verpflichtung) mit Flügen nach Oban und Tiree mit Britten-Norman Islander Flugzeugen.